# Neurodegeneração com acumulação de ferro no cérebro
A neurodegeneração com acumulação de ferro no cérebro (NBIA, em inglês) é um grupo heterogêneo de doenças neurodegenerativas hereditárias, ainda em fase de investigação, nas quais o ferro acumula-se nos gânglios da base, resultando em distonia progressiva, parkinsonismo, espasticidade, atrofia óptica, degeneração da retina, neuropsiquiatria ou diversas anomalias neurológicas. Alguns dos distúrbios da NBIA também foram associados a vários genes em vias relacionadas ao metabolismo de sinapses e lipídios. A NBIA não é uma doença, mas um grupo inteiro de distúrbios, caracterizados por um acúmulo de ferro no cérebro, às vezes na presença de esferoides axonais no sistema nervoso central.
A acumulação de ferro pode ocorrer em qualquer parte do cérebro, ocorrendo tipicamente no globo pálido, substância negra, pars reticula, estriado e núcleos dentados cerebelares. Os sintomas podem incluir vários distúrbios do movimento, problemas neuropsiquiátricos, convulsões, distúrbios visuais e declínio cognitivo, geralmente em diferentes combinações. Foram identificados de dez a quinze distúrbios genéticos da NBIA envolvendo vários processos celulares: metabolismo do ferro, biossíntese da coenzima A, metabolismo dos fosfolipídios, metabolismo da ceramida, distúrbios lisossômicos, bem como mutações em genes com funções desconhecidas. O início pode ocorrer em diferentes idades, desde a primeira infância até o final da idade adulta.